# Ел Моро
Вижте пояснителната страница за други значения на Моро.
Националният монумент Ел Моро (на английски: El Morro National Monument) се намира в северозападната част на щата Ню Мексико, САЩ, в близост до древен път, по който в продължение на векове са минавали и спирали много пътници.

## Характеристики
Представлява своеобразен сенчест оазис в западната пустиня на САЩ. Основните характеристики на този национален паметник са отвесните високи скали и най-вече естественият кладенец в основата му, който привлича пътници столетия наред. 2000 скални петроглифа и рисунки са под закрилата на държавата. Има статут на национален монумент и естествен музей на индианистиката.

## Етимология
Испанските изследователи го наричат El Morro (Ел Моро, в превод синор, бразда). Зуни индианците го наричат "A'ts'ina" (място за писания на скалата). Англо-американците го назовават Inscription Rock (скала с надписи). Пътуващите оставят подписи, имена, дати и истории за пътуванията си. Докато някои от надписите вече избледняват, все още има много, които могат да се видят и днес, някои датиращи от 17 век. Някои от петроглифите са направени от анасазите столетия преди европейците да завладеят континента. През 1906 г. федерален закон на САЩ забранява допълнителното издълбаване по скалите.

## Индианци
Останки от древно индианско селище се намират на върха, където между 1275 и 1350 г. в 875 стаи живеят до 1500 души.
Многобройните надписи, водният басейн и руините на пуебло са достъпни чрез пътеки до върха.

## Галерия
- Кладенецът
- Изглед отдолу нагоре към върха
- Петроглиф
- Петроглиф
- Снимка от 1868 г.
- Индианските руини на върха